# Dezoksiribonukleaza I
Dezoksiribonukleaza I (EC 3.1.21.1, pankreasna DNaza, DNaza, timonukleaza, dornaza, dornava, pankreasna dezoksiribonukleaza, pankreasna dornaza, dezoksiribonukleaza (pankreasna), pankreasna DNaza, DNKaza, dezoksiribonukleinska fosfataza, DNaza I, alkalna dezoksiribonukleaza, alkalna DNaza, endodezoksiribonukleaza I, DNK depolimeraza, Escherichia coli endonukleaza I, dezoksiribonukleaza A, DNK endonukleaza, DNK nukleaza) je enzim sa sistematskim imenom '. Ovaj enzim katalizuje sledeću hemijsku reakciju
Endonukleolitičko razlaganje do 5'-fosfodinukleotidnih i 5'-fosfooligonukleotidnih krajnjih produkata
Ovaj enzim preferentno deluje na dvolančanu DNK.

## Spoljašnje veze
- Deoxyribonuclease+I на 